# Mistrzostwa Ameryki Środkowej i Karaibów w Lekkoatletyce 1975
5. Mistrzostwa Ameryki Środkowej i Karaibów w Lekkoatletyce – zawody lekkoatletyczne, które odbyły się w dniach 6-10 sierpnia 1975 w Ponce.
Z powodu niekorzystnych warunków atmosferycznych (zbyt silny wiatr i opady deszczu) odwołane zostały zmagania w konkurencji biegu sztafet 4 × 400 m kobiet.

## Rezultaty

### Mężczyźni
| Konkurencja                   | 1. miejsce                                                         | Wynik   | 2. miejsce                                                                            | Wynik   | 3. miejsce                                                                   | Wynik   |
| ----------------------------- | ------------------------------------------------------------------ | ------- | ------------------------------------------------------------------------------------- | ------- | ---------------------------------------------------------------------------- | ------- |
| Bieg na 100 m                 | Charles Joseph                                                     | 10,7    | Pablo Franco                                                                          | 10,7    | Félix Mata                                                                   | 10,7    |
| Bieg na 200 m                 | Don Quarrie                                                        | 21,5    | Pablo Franco                                                                          | 21,8    | Raymond Heerenveen                                                           | 21,8    |
| Bieg na 400 m                 | Mike Sands                                                         | 46,6    | Iván Mangual                                                                          | 47,6    | Alfred Daley                                                                 | 47,7    |
| Bieg na 800 m                 | Byron Dyce                                                         | 1:58,1  | José Velásquez                                                                        | 1:59,3  | Garth Manwarring                                                             | 1:59,3  |
| Bieg na 1500 m                | Carlos Martínez                                                    | 3:45,9  | Antonio Colón                                                                         | 3:48,4  | Byron Dyce                                                                   | 3:49,4  |
| Bieg na 5000 m                | Luis Hernández                                                     | 15:04,7 | Lucirio Garrido                                                                       | 15:04,8 | Carlos Martínez                                                              | 15:19,0 |
| Bieg na 10 000 m              | Rodolfo Gómez                                                      | 30:05,9 | Rigoberto Mendoza                                                                     | 30:07,1 | Rafael Palomares                                                             | 30:18,3 |
| Półmaraton                    | Carlos Hernández                                                   | 1:07:52 | Rigoberto Mendoza                                                                     | 1:08:03 | Andrés Romero                                                                | 1:08:41 |
| Bieg na 3000 m z przeszkodami | Demetrio Cabanillos                                                | 9:28,4  | Octavio Guadarrama                                                                    | 9:33,2  | Carlos Báez                                                                  | 9:35,0  |
| Bieg na 400 m przez płotki    | Iván Mangual                                                       | 50,9    | José Santiago                                                                         | 51,8    | Enrique Aguirre                                                              | 52,5    |
| Sztafeta 4 × 100 m            | Jamajka Alfred Daley · Michael Fray · Don Quarrie · Colin Bradford | 40,6    | Trynidad i Tobago Francis Adams · Christopher Brathwaite · Charles Joseph · Rudy Reid | 40,7    | Wenezuela Félix Mata · José Chacín · Esteban Manuel Briceno · Víctor Escobar | 41,3    |
| Chód na 20 km                 | Enrique Vera                                                       | 1:48:34 | Domingo Colín                                                                         | 1:54:30 | Rigoberto Medina                                                             | 1:57:00 |
| Skok wzwyż                    | Cristóbal de León                                                  | 2,05    | Clark Godwin                                                                          | 2,05    | Rudy Levarity                                                                | 2,01    |
| Skok o tyczce                 | Augusto Perdomo                                                    | 4,70    | Juan Laza                                                                             | 4,55    | Elberto Pratt                                                                | 4,40    |
| Skok w dal                    | George Swanston                                                    | 7,48    | Henry Jackson                                                                         | 7,24    | Dennis Trott                                                                 | 7,20    |
| Trójskok                      | Juan Velázquez                                                     | 16,11   | Juvenal Pérez                                                                         | 15,66   | Mike Sharpe                                                                  | 15,62   |
| Pchnięcie kulą                | Pedro Serrano                                                      | 15,68   | Jesús Ramos                                                                           | 15,55   | José Santa Cruz                                                              | 14,82   |
| Rzut dyskiem                  | Javier Moreno                                                      | 53,24   | José Santa Cruz                                                                       | 52,48   | Pedro Serrano                                                                | 47,24   |
| Rzut młotem                   | Víctor Suárez                                                      | 62,36   | William Silén                                                                         | 58,20   | Marcos Borregales                                                            | 56,36   |
| Rzut oszczepem                | Reinaldo Patterson                                                 | 69,84   | Antonio González                                                                      | 68,46   | Salomón Robins                                                               | 68,24   |

### Kobiety
| Konkurencja                | 1. miejsce                                                                 | Wynik  | 2. miejsce                                                          | Wynik  | 3. miejsce                                                                          | Wynik  |
| -------------------------- | -------------------------------------------------------------------------- | ------ | ------------------------------------------------------------------- | ------ | ----------------------------------------------------------------------------------- | ------ |
| Bieg na 100 m              | Debbie Jones                                                               | 11,9   | Eia Cabreja                                                         | 12,1   | Leleith Hodges                                                                      | 12,1   |
| Bieg na 200 m              | Lorna Forde                                                                | 24,3   | Jacqueline Pusey                                                    | 24,4   | Rosie Allwood                                                                       | 24,6   |
| Bieg na 400 m              | Helen Blake                                                                | 54,8   | Lorna Forde                                                         | 55,1   | Ruth Williams                                                                       | 55,7   |
| Bieg na 800 m              | Helen Blake                                                                | 2:17,5 | Charlotte Bradley                                                   | 2:18,1 | Mercedes Álvarez                                                                    | 2:19,0 |
| Bieg na 1500 m             | Charlotte Bradley                                                          | 4:34,1 | Mercedes Álvarez                                                    | 4:44,7 | Evasol Vallejo                                                                      | 4:46,5 |
| Bieg na 200 m przez płotki | Marcela Chivás                                                             | 28,2   | Mercedes Román                                                      | 30,0   | Linda Woodside                                                                      | 30,3   |
| Sztafeta 4 × 100 m         | Jamajka Leleith Hodges · Rosie Allwood · Carol Cummings · Jacqueline Pusey | 45,7   | Bermudy Debbie Jones · Andrea Trott · Branwen Smith · Donna Burgess | 47,4   | Trynidad i Tobago Janice Bernard · Esther Hope · Angela McLean · Jennifer Augustine | 47,4   |
| Skok wzwyż                 | Andrea Bruce                                                               | 1,83   | Lucía Duquet                                                        | 1,65   | María Scrubb                                                                        | 1,65   |
| Skok w dal                 | Andrea Bruce                                                               | 6,10   | Dora Thompson                                                       | 5,88   | Shonel Ferguson                                                                     | 5,69   |
| Pchnięcie kulą             | Caridad Romero                                                             | 14,74  | Rosa Fernández                                                      | 14,33  | Orlanda Lynch                                                                       | 12,91  |
| Rzut dyskiem               | Caridad Romero                                                             | 45,56  | Salvadora Vargas                                                    | 44,00  | Patricia Andrus                                                                     | 39,38  |
| Rzut oszczepem             | Ana María González                                                         | 45,90  | Clementina Díaz                                                     | 42,78  | Diana Rodríguez                                                                     | 41,64  |
| Pięciobój                  | María Ángeles Cato                                                         | 3796   | Maritza García                                                      | 3628   | Mercedes Román                                                                      | 3619   |

## Klasyfikacja medalowa
*   Gospodarz ( Portoryko)
| Miejsce | Reprezentacja       | Złoto | Srebro | Brąz | Razem |
| ------- | ------------------- | ----- | ------ | ---- | ----- |
| 1       | Kuba                | 9     | 14     | 4    | 27    |
| 2       | Meksyk              | 8     | 4      | 8    | 20    |
| 3       | Jamajka             | 8     | 2      | 5    | 15    |
| 4       | Portoryko*          | 2     | 6      | 3    | 11    |
| 5       | Trynidad i Tobago   | 2     | 1      | 2    | 5     |
| 6       | Bermudy             | 1     | 2      | 2    | 5     |
| 7       | Barbados            | 1     | 1      | 0    | 2     |
| 8       | Bahamy              | 1     | 0      | 3    | 4     |
| 9       | Dominikana          | 1     | 0      | 0    | 1     |
| 10      | Wenezuela           | 0     | 3      | 4    | 7     |
| 11      | Antyle Holenderskie | 0     | 0      | 1    | 1     |
| 11      | Surinam             | 0     | 0      | 1    | 1     |
| Razem   | Razem               | 33    | 33     | 33   | 99    |